# Ladra di vento
Ladra di vento è il sesto album della cantautrice italiana Giorgia, pubblicato il 12 settembre 2003. La pubblicazione dell'album è stata anticipata dal singolo Spirito libero, lanciato in radio dal 18 luglio 2003.

## Descrizione
Ladra di vento arriva dopo una carriera piena di soddisfazioni e soprattutto segna una svolta per la cantante dopo il Greatest Hits dell'anno prima, il secondo album più venduto in Italia del 2002. Oltre a Gocce di memoria, il famoso brano colonna sonora del film La finestra di fronte di Ferzan Özpetek il cui singolo è stato quello più venduto in Italia nel 2003, in Ladra di vento ci sono anche L'eternità e La gatta (sul tetto).
Per sempre è una canzone nuovamente dedicata al compagno Alex Baroni, scomparso nel 2002. Ladra di vento contiene molte canzoni contro la guerra e di critica sociale.
L'album è entrato direttamente alla prima posizione della classifica italiana degli album, ed è risultato essere uno degli album più venduti dell'anno, con vendite intorno alle 270 000 copie.

## Tournée
A Ladra di vento è seguito un tour omonimo di successo, con le coreografie di Luca Tommassini, che si è occupato pure del videoclip de Spirito libero, L'eternità e La gatta (sul tetto).
I brani sopracitati, con l'aggiunta di Gocce di memoria e So Beautiful, sono anche reinterpretati anche in MTV Unplugged, pubblicato nel 2005.

### Il DVD
Il concerto di chiusura del Ladra di vento Tour, svoltosi al Mazda Palace di Milano il 19 dicembre 2004, è stato registrato sotto forma di DVD, il primo DVD nella carriera di Giorgia: Ladra di vento live 03/04, che è entrato direttamente al primo posto della classifica Fimi/Nielsen ed è stato il quinto DVD musicale più venduto in Italia nel 2004.
Tra i ringraziamenti nel booklet compare ancora una volta il suo ex-compagno e amico scomparso Alex Baroni. Si legge infatti "...Grazie a:...e Alessandro che è con me, in modi e forme diversi, per sempre".

## Tracce
Testi e musiche di Giorgia, eccetto dove indicato.
1. Spirito libero – 4:05 (musica: Giorgia, Sonny T)
2. Vetro sul cuore – 4:05
3. Vento nel deserto – 3:57
4. La gatta (sul tetto) – 3:53 (musica: Giorgia, Christopher "Deep" Henderson, Carol Eustace)
5. Viaggio della mente (VDM) – 4:15 (musica: Giorgia, Livio Magnini, Alessandro De Berti)
6. Scivoli di ghiaccio – 3:57
7. Toxica – 3:31
8. Il lupo – 4:25
9. L'eternità – 4:48 (musica: Tommy Barbarella)
10. Nouveau sourire – 4:53 (musica: Giorgia, Philippe Leon, Luca Rustici)
11. Come si fa? – 3:58 (musica: Giorgia, Livio Magnini)
12. So Beautiful – 4:47 (musica: Giorgia, Michael Baker)
13. Per sempre – 4:05
14. Gocce di memoria – 14:16 (musica: Andrea Guerra) – contiene una traccia fantasma senza titolo

## Formazione
- Giorgia – voce, cori, tastiera, programmazione
- Alessandro De Berti – chitarra, tastiera
- Adriano Guarino – chitarra
- Livio Magnini – chitarra acustica, tastiera, timpani
- Rocco Zifarelli – chitarra classica
- Sonny T. – basso, chitarra acustica, sintetizzatore
- Tommy Barbarella – Fender Rhodes, tastiera, pianoforte, sintetizzatore
- Rocco Petruzzi – tastiera
- Andrea Guerra – tastiera
- Michael Baker – batteria, tastiera, rapping
- Michael Bland – batteria

## Classifiche

### Classifiche settimanali
| Classifica (2003) | Posizione massima |
| ----------------- | ----------------- |
| Italia            | 1                 |
| Svizzera          | 79                |

### Classifiche di fine anno
| Classifica (2003) | Posizione |
| ----------------- | --------- |
| Italia            | 33        |